# エダフォサウルス

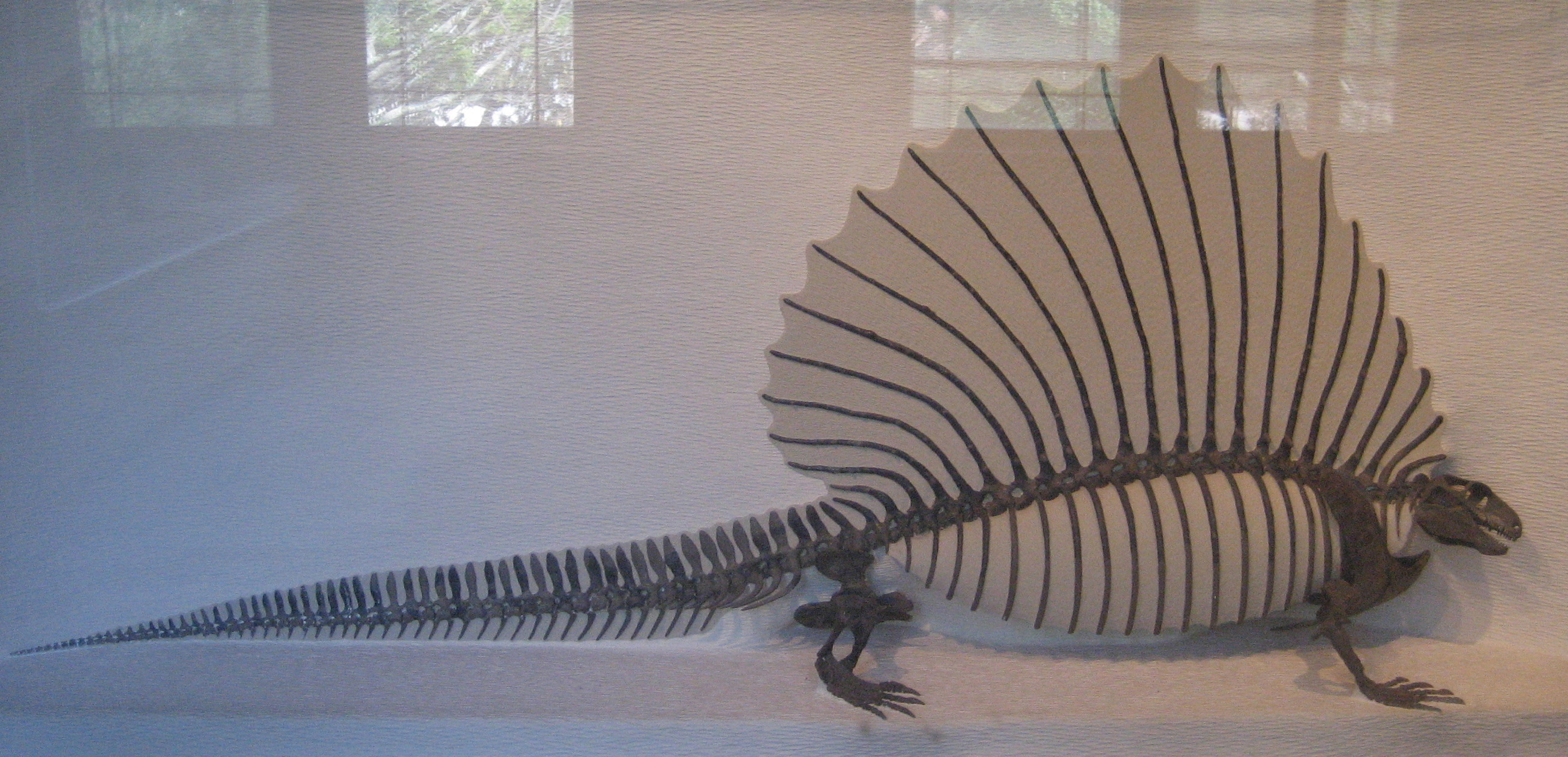
エダフォサウルス・ボアネルゲス（E. boanerges）の全身骨格標本（米国・マサチューセッツ州、ハーバード大学所属ハーバード自然史博物館

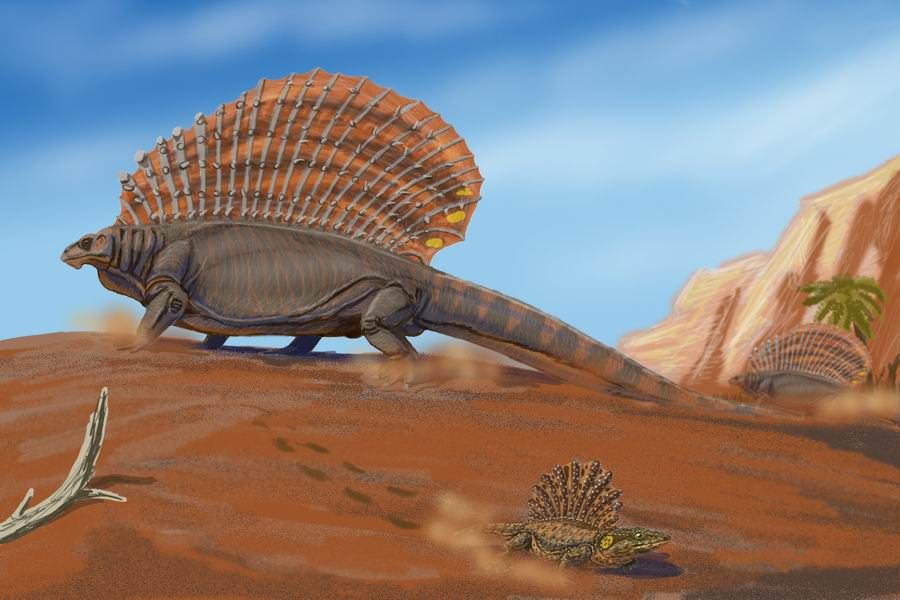
エダフォサウルス・ポゴニアス（E. pogonias） （想像図。右下に描かれているのは、帆を持つ両生類プラティヒストリクスか）

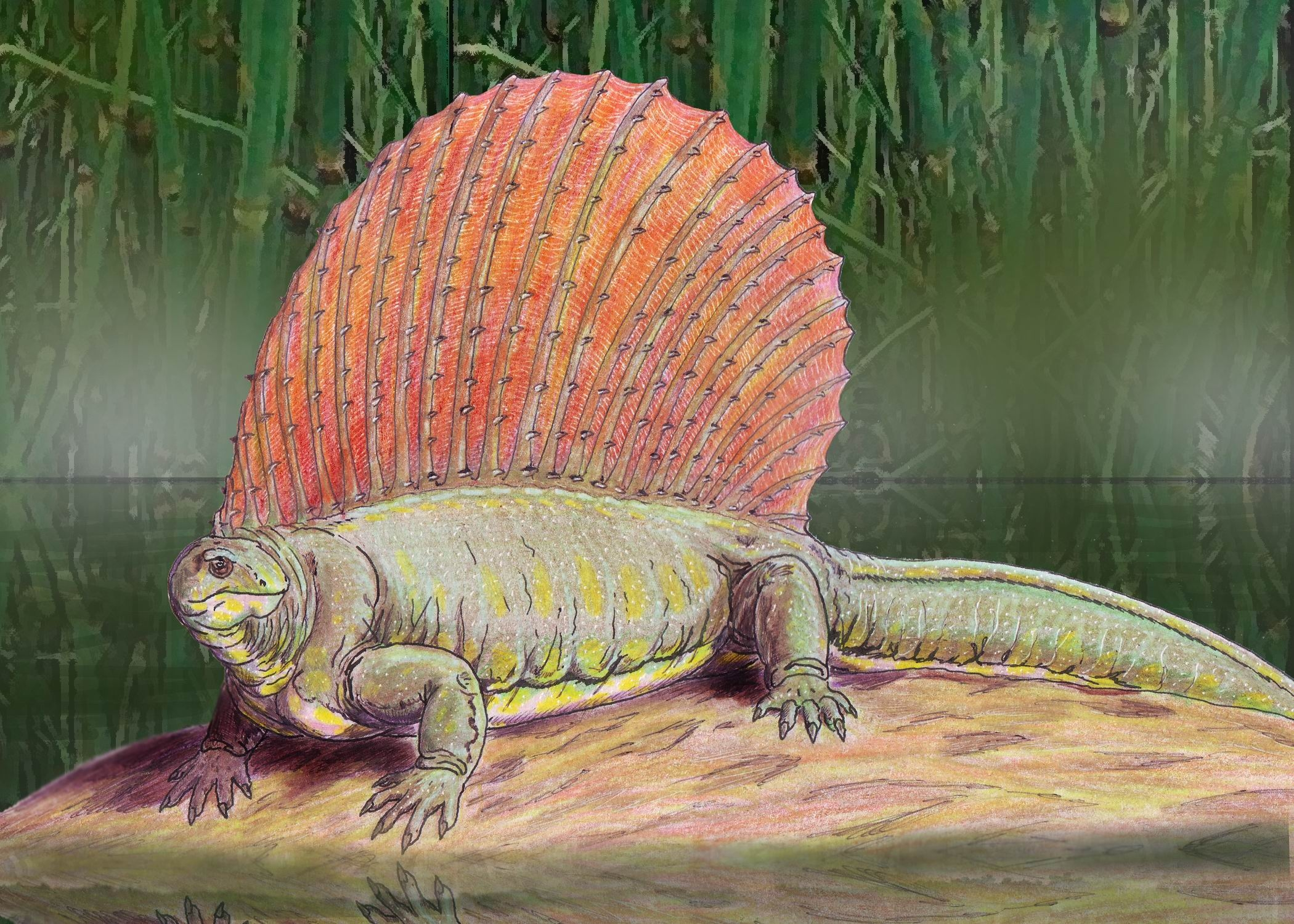
エダフォサウルス・ボアネルゲス（E. boanerges） （想像図）

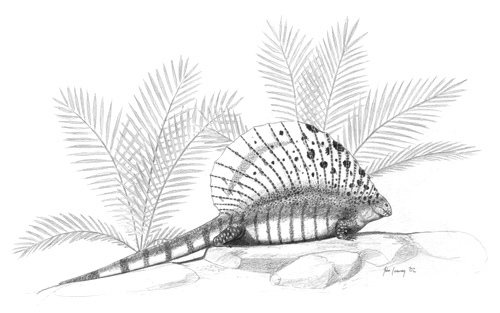
エダフォサウルス・クルキゲル（E. cruciger）（想像図）

エダフォサウルス（学名：genus Edaphosaurus）は、約3億- 約2億8,000万年前（古生代石炭紀後期 - ペルム紀前期）のユーラメリカ大陸に生息していた、原始的単弓類の属。
ユーラメリカ大陸とは当時の北半球にあった陸塊で、狭義のローレンシア大陸（現在の北アメリカ大陸、グリーンランド、および、スカンディナヴィア半島に相当）と、東ヨーロッパ等にあたるバルティカ大陸からなる（画像資料
）。
全長3メートルあまりで、背中に帆状の大きな突起物を持つ。盤竜目- 真盤竜亜目の、エダフォサウルス科に分類される。史上初の植物食性有羊膜類であるとされている。

## 呼称
属名は古代ギリシア語: έδαφος （edaphos）「底、基礎、地面、土壌」と σαῦρος （sauros）「トカゲ」との合成語。おそらく、έδαφος の語はこの生物が見出された累層を指しての引用であろう。多くの場合この属名は「舗道の蜥蜴」の意であると解説されている。 また、「大地の蜥蜴」との訳も見られる。
英語音（音声資料）は「エダフォソーラス」に近い。中国語では「基龍」（jīlóng; チーロン）と呼ぶ。

## 生物的特徴

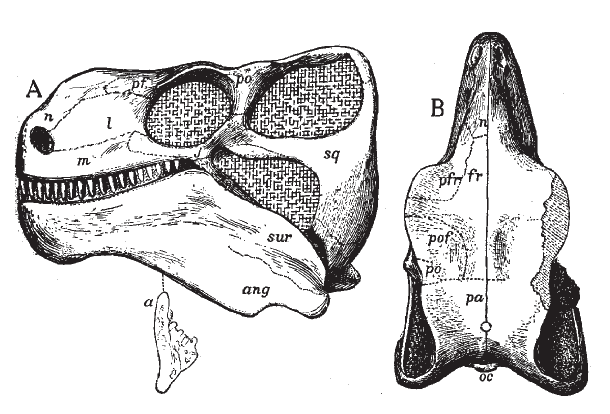
エダフォサウルスの頭骨図

### 最初期
本種が属するエダフォサウルス科は、ディアデクテス科などに次いで最も早期に登場した植物食性陸生脊椎動物を含むと考えられる。特に、本種・エダフォサウルス属は史上初の植物食性有羊膜類であるとされ、注目に値する。また、真盤竜亜目の中でも最も植物食に適化した動物であったと考えられている。

### 形態
エダフォサウルス属は、石炭紀を生きたその最初期のものは特に大きくはなかったようである。しかし、ペルム紀の初期から発見される2つの種、エダフォサウルス・ポゴニアス（Edaphosaurus pogonias）とエダフォサウルス・クルキゲル（Edaphosaurus cruciger）では非常に大きな動物へと進化し、全長約3.2mにも達している。
著しく小さく短い頭部に、大きく前後にスライド可能な顎関節、多数の歯を具えた口蓋部、といった特徴を有する。カセア類ほどではないものの樽（たる）のようにでっぷりとした胴体をしており、その背には帆状の非常に大きな突起物を具えている。尾は長く大きく、力強い。盤竜目の進化史のなかでもごく初期段階の種であるにもかかわらず、極めて洗練された植物食への適応を示す。ただし、ディアデクテスのような二次口蓋を具えてはいなかった。

### 帆
帆は脊椎の棘突起が伸張したものと思われる。その主たる機能として推定されるのは、繁殖用のディスプレイ、および、体温調節のための熱交換器である。しかし、2011年の研究では、帆部分の微細な骨組織を調査した結果、帆に血管が通っていた痕跡が見られないことが明らかになっており、体温調節機能については疑問視されている。肉食性のディメトロドンも同様の帆を具えているが、上述の機能に関する限り、植物食性であるエダフォサウルスとの間に違いがあったようには思われない。
しかし、他の機能面では大きな相違点があったと考えられる。それは、帆を支える棘突起から伸びる横突起が多数存在することで明らかとなる。この横突起はヒトの指ほどの長さ・太さであり、前方のものほど良く発達している。また、個体ごとの配列はまちまちであり、規則性らしきものは無い。すなわち、個体ごとの個性を生んでいるということである。これらの特徴に基づいて、横突起の並びは前方から見られる事を想定しているとの推測が可能であり、本種はこの部位をもって互いを識別していたのではないかと考えられる。
ちなみに、同じエダフォサウルス科に属し、より原始的な形質を示すイアンタサウルスにも、帆とそれに付随する横突起は存在した。
この時期、ディメトロドンなどのスフェナコドン科の一部の属も帆を持っていたが、同じ盤竜目とはいえ系統的には両者は決して近くはない。これらの帆は、各々が独自で獲得したもの、いわゆる収斂進化の結果としての相似であると思われる。また、プラティヒストリクスなど、同時代の両生類にも背中に帆を持つものがいた。

### 分類
表記内容は左から順に、学名、仮名転写、特記事項。略号の意味は、la=ラテン語による別音、en=英語に見られる発音。

#### シノニム
シノニム（異名）について表す。
- Naosaurus (Cope, 1886)　ナオサウルス：今ではディメトロドン属の1種に分類されている。異属異名。
- Brachycnemius (Williston, 1911)　ブラキクネミウス：エダフォサウルス属の同属異名。

#### 下位分類
現在、エダフォサウルス属には、確定的な 5種と未分類の 1種があり、Edaphosaurus pogonias を模式種とする。
- Edaphosaurus pogonias　(Cope, 1882)　エダフォサウルス・ポゴニアス　：模式種。米国（テキサス州）、チェコで発見。
- Edaphosaurus boanerges　(Romer et Price, 1940)　エダフォサウルス・ボアネルゲス
- Edaphosaurus colohistion　(Berman, 1979)　エダフォサウルス・コロヒスティオン（la: コロイスティオン）
- Edaphosaurus cruciger　(Cope, 1878)　エダフォサウルス・クルキゲル
- Edaphosaurus novomexicanus　(Williston et Case, 1913)　エダフォサウルス・ノヴォメキシカヌス（la: ノウォメキシカヌス）
- Edaphosaurus raymondi　(Case, 1908)　エダフォサウルス・ライモンディ（en: レイモンドアイ）　：未分類種。